# Yuan Hua
Yuan Hua est une judokate chinoise née le 16 avril 1974. Elle devient championne olympique dans la catégorie Poids lourds (+78 kg) à Sydney en 2000.

## Palmarès

### Jeux olympiques
- Jeux olympiques 2000 à Sydney :
  -  Médaille d'or dans la catégorie Poids lourds (+78 kg).

### Championnats du monde
- 1997
  -  Médaille de bronze Toutes catégories
- 1999
  -  Médaille d'argent dans la catégorie Poids lourds (+78 kg).
- 2001
  -  Médaille d'or dans la catégorie Poids lourds (+78 kg).

### Championnats d'Asie
- 1996
  -  Médaille d'or dans la catégorie Poids lourds (+72 kg).
  -  Médaille d'or Toutes catégories
- 2007
  -  Médaille d'or Toutes catégories
  -  Médaille de bronze dans la catégorie Poids lourds (+78 kg).